# Kala Savage
Kala Lynne Savage, född 16 oktober 1978 i Highland Park, Illinois, är en amerikansk skådespelerska. Hon är mest känd för sina roller i TV-serierna Undressed, Santa Barbara och 8 Simple Rules. Hon är syster till skådespelarna Fred och Ben Savage.